# Gmina Liberty (hrabstwo Cherokee)

Położenie Gminy Liberty w hrabstwie Cherokee

Gmina Liberty (ang. Liberty Township) – gmina w USA, w stanie Iowa, w hrabstwie Cherokee. Według danych z 2000 roku gmina miała 219 mieszkańców, a jej powierzchnia wynosi 93,15 km².
Położenie geograficzne
Liberty Township leży na północnej granicy hrabstwa Cherokee, granicząc od południa z gminą Sheridan, a od wschodu i zachodu odpowiednio z gminami Cedar i Marcus. W obrębie gminy znajduje się jeden cmentarz o nazwie Liberty.
Charakterystyka demograficzna i gospodarcza
Gmina jest słabo zaludniona, z gęstością zaludnienia około 2,35 osób na km². Nie posiada większych skupisk miejskich, co wskazuje na rolniczy charakter obszaru. Hrabstwo Cherokee, do którego należy Liberty Township, cechuje się głównie działalnością rolniczą i ma niską gęstość zaludnienia (około 20 osób na milę kwadratową w całym hrabstwie).
Historia regionu
Hrabstwo Cherokee zostało oficjalnie utworzone w 1851 roku, a jego rozwój był ściśle związany z osadnictwem i budową linii kolejowych w drugiej połowie XIX wieku. W okresie pionierskim tereny te były pokryte dziewiczą prerią, a rozwój osadnictwa nastąpił głównie po wytyczeniu tras kolejowych, które wyznaczały lokalizację miast i wsi. Okres od 1887 do 1894 roku był czasem intensywnego wzrostu i konsolidacji osadnictwa w hrabstwie.